# 가마싸움놀이
가마싸움놀이는 경상북도 의성지방에서 전래되는 독특한 놀이로서, 서당(書堂) 학동들이 추석 또는 정월 대보름에 아사천(衙舍川)을 경계로 하여 두 패로 나누어 힘과 지혜를 겨루어 싸웠던 일종의 편싸움이다. 북촌(北村)의 학동이 일대가 되고, 남촌(南村)의 네 서당이 뭉쳐 일대가 되어 가마를 만든다. 추석날이 되면 각기 자기 동리를 돌면서 기세를 북돋우는데 영기(令旗)·청도기(淸道旗)·사방기(四方旗)·사기(師旗) 등을 만들어 앞세우고, 가마를 끌고 서서히 아사천 홍교(虹橋)에 접근하고 광장에서 격돌하게 된다. 각대가 팔진도(八陣圖)를 원용해 진세를 펴고, 앞선 '박수'가 적진을 돌파하여 적의 가마를 쳐부수면 그것으로 승리한다. 승자는 각종 기와 파괴된 가마를 노획하여 개선하는데 연도의 관중은 풍물을 울려 환영하는 것이니 승자의 서당에서 그 해 과거에 급제하는 자가 많이 나온다고 믿었다.